# 京丹後大宮駅
京丹後大宮駅（きょうたんごおおみやえき）は、京都府京丹後市大宮町口大野にある、WILLER TRAINS（京都丹後鉄道）宮津線の駅である。駅番号はT18。「宮豊線」の愛称区間に含まれている。
2014年に京丹後市の「駅の愛称選定委員会」で公募を経て決定した愛称は「小町の里駅」。

## 歴史
- 1925年（大正14年）11月3日：鉄道省（→国鉄）の丹後山田駅（現・与謝野駅） - 峰山駅間延伸と同時に口大野駅（くちおおのえき）として開業[1][2]。
- 1963年（昭和38年）5月25日：駅名を丹後大宮駅（たんごおおみやえき）に改称[2]。駅名の由来となっていた口大野村が他の町村との合併により、大宮町となっていたため[4]。
- 1970年（昭和45年）10月1日：貨物の取り扱いを廃止[2]。
- 1984年（昭和59年）2月1日：荷物扱い廃止[2]。
- 1985年（昭和60年）3月14日：駅員無配置駅となる[5]。
- 1987年（昭和62年）4月1日：国鉄分割民営化により、西日本旅客鉄道（JR西日本）の駅となる[1][2]。
- 1990年（平成2年）4月1日：北近畿タンゴ鉄道への宮津線移管により、同鉄道の駅となる[1][2]。この頃、駅舎を平安朝風に改装[6]。
- 2015年（平成27年）4月1日：WILLER TRAINSへの移管により、京都丹後鉄道宮豊線の駅となる。また、駅名を京丹後大宮駅に改称[7]。

## 駅構造
相対式2面2線のホームを持ち、列車交換が可能な駅である。駅舎は、平安朝風の建物を模している。一時期交換設備が使用停止されて棒線駅（停留所）の運転扱いであったが、KTR転換時に復活している（両開き分岐を一線スルーに変更し、下りホーム側を上下本線としているが、全定期列車の停車駅となっているためホームは方向別に使い分けている）。なお駅舎は上りホーム側にあり、互いのホームは宮津方の構内踏切で連絡している。駅構内や駅舎外に公衆電話はない（2022年12月撤去）。
簡易委託駅であり、早朝・夜間を除いて営業。

### のりば
| のりば | 路線    | 方向 | 行先                                     |
| ------ | ------- | ---- | ---------------------------------------- |
| 1      | ■宮豊線 | 下り | 網野・夕日ヶ浦木津温泉・久美浜・豊岡方面 |
| 2      | ■宮豊線 | 上り | 天橋立・宮津・西舞鶴方面                 |

付記事項
- 上記の路線名は旅客案内上の名称（愛称）で記載している。
- かつては駅舎側のホーム（上りホーム）が1番のりばと扱われていたが、WILLER TRAINSへの移管以降に下り線側からの付番に改められ、駅舎反対側のホームが1番のりばとなった。

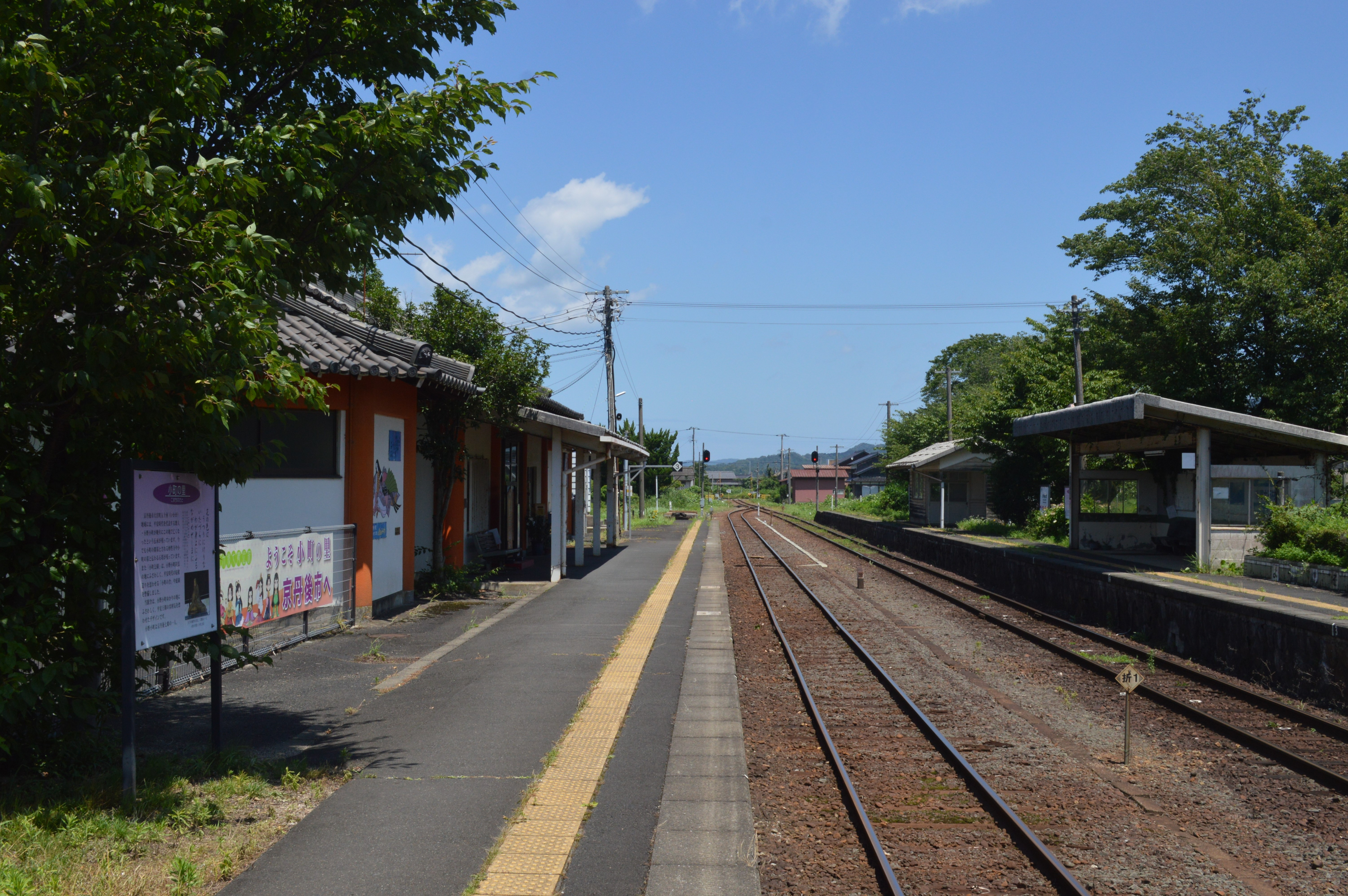
ホーム（2023年7月）

## 利用状況
1日の平均乗車人員は以下の通りである。
| 乗車人員推移 | 乗車人員推移 |
| 年度         | 1日平均人数  |
| ------------ | ------------ |
| 1999         | 129          |
| 2000         | 126          |
| 2001         | 140          |
| 2002         | 162          |
| 2003         | 153          |
| 2004         | 132          |
| 2005         | 129          |
| 2006         | 115          |
| 2007         | 151          |
| 2008         | 131          |
| 2009         | 146          |
| 2010         | 149          |
| 2011         | 128          |
| 2012         | 152          |
| 2013         | 142          |
| 2014         | 123          |
| 2015         | 145          |
| 2016         | 123          |
| 2017         | 145          |
| 2018         | 140          |
| 2019         | 123          |

## 駅周辺
- 京丹後市大宮庁舎
- アグリセンター大宮
- 京丹後市立大宮中学校
- JA京都大宮支店
- 常徳寺
- 大野神社
- 大野城跡
- 国道312号
- 京都府道657号明田京丹後大宮停車場線
- 丹後海陸交通「京丹後大宮駅」停留所（峰山、与謝野方面）

## 隣の駅
WILLER TRAINS（京都丹後鉄道）
■宮豊線（宮津線）
- 特急「はしだて」「たんごリレー」停車駅

快速「丹後路」（下りのみ運転）・普通
与謝野駅 (T17) - 京丹後大宮駅 (T18) - 峰山駅 (T19)